# Ambasse bey

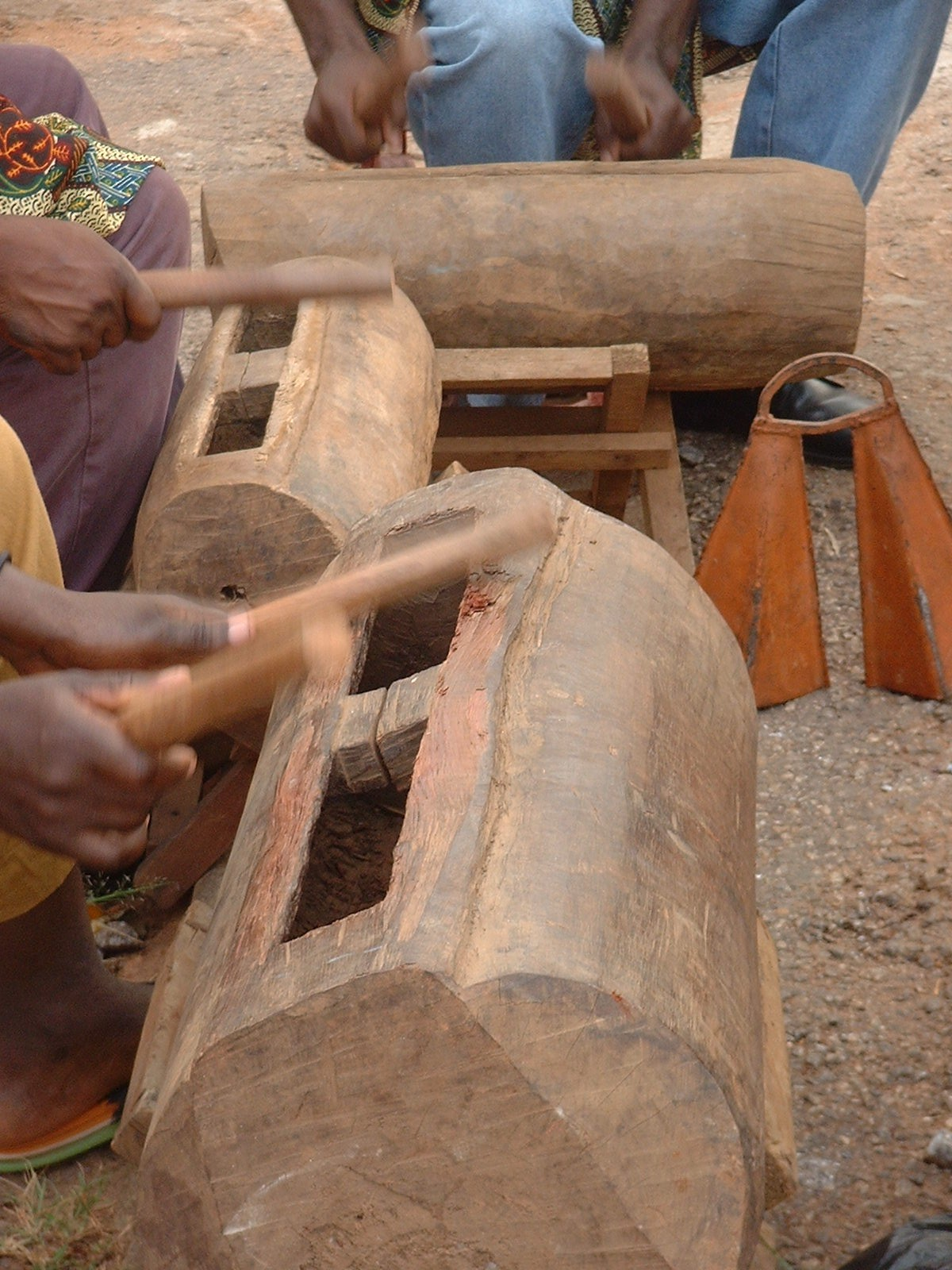
Suonatori Bamiléké di tam-tam

Ambasse bey o ambas-i-bay è uno stile di musica popolare e danza del Camerun. La musica è basata su strumenti comunemente disponibili, in particolare la chitarra, con percussioni fornite da bastoncini e bottiglie. La musica è più veloce e proviene da assiko, una forma più antica di musica popolare folk camerunese.
John Hall descrisse il suo ritmo come quello di una scopa in movimento. Dove i ballerini dondolano le loro spalle come le ali degli uccelli, la danza è composta da sequenze di passi fluidi e movimenti del corpo a scatti eseguiti in accordo con la musica, che è generalmente il makossa. Per eseguire questa danza, i ballerini devono indossare abiti tradizionali sawa.
Ambasse bey è nata tra il gruppo etnico Yabassi e divenne popolare a Douala dopo la seconda guerra mondiale. Negli anni '50 e '60, lo stile si è evoluto nel Litorale del Camerun. A metà degli anni '60, Eboa Lotin eseguì uno stile di ambasse bey su armonica e chitarra, fu la prima forma di makossa, uno stile che rapidamente superò il suo predecessore e divenne la forma più popolare di musica indigena del Camerun. Ambasse bey è stata rianimata in parte dal cantante camerunese Sallé John.